# Clya
Genre
Clya est un  genre fossile d'araignées aranéomorphes de la famille des Theridiidae.

## Distribution
Les espèces de ce genre ont été découvertes dans de l'ambre de la mer Baltique et de Rivne en Ukraine. Elles datent du Paléogène.

## Liste des espèces
Selon The World Spider Catalog 15.5 :
- †Clya abdita Wunderlich, 2008
- †Clya lugubris C. L. Koch & Berendt, 1854
- †Clya calefacta Wunderlich, 2008
- †Clya gracilis (Petrunkevitch, 1958)
- †Clya granulata (C. L. Koch & Berendt, 1854)
- †Clya obscura (C. L. Koch & Berendt, 1854)
- †Clya rotata Wunderlich, 2008
- †Clya supercalefacta Wunderlich, 2008
- †Clya superspiralis Wunderlich, 2008
- †Clya tricurvata Wunderlich, 2008

## Publication originale
- (de) Carl Ludwig Koch et Georg Carl Berendt, Die im Bernstein befindlichen Crustaceen, Myriapoden, Arachniden und Apteren der Vorwelt., vol. 1 (2), Berlin, coll. « Die in Berstein befindlichen Organischen Reste der Vorwelt », 1854, 1-124 p..